# 불교민주주의
불교민주주의(Buddhist democracy)는 불교 전통에 입각해 민주주의를 행하려는 이데올로기이다. 많은 학자들은 불교 사회의 이상적인 토대가 현대의 민주주의와 유사했다고 주장하고 있다. 역사적으로 불교 사회 또한 봉건적 요소가 많았지만 농민과 토지 소유주 사이의 관계는 자발적인 측면도 있었으며 소작농은 이동성이 있고 토지를 소유할 수 있었다고 한다.

## 같이 보기
- 빔라오 람지 암베드카르 - 불교와 민주주의의 연관성을 연구했다.
- 공명당